# Приказанские и заказанские чуваши XVI-XVIII веков

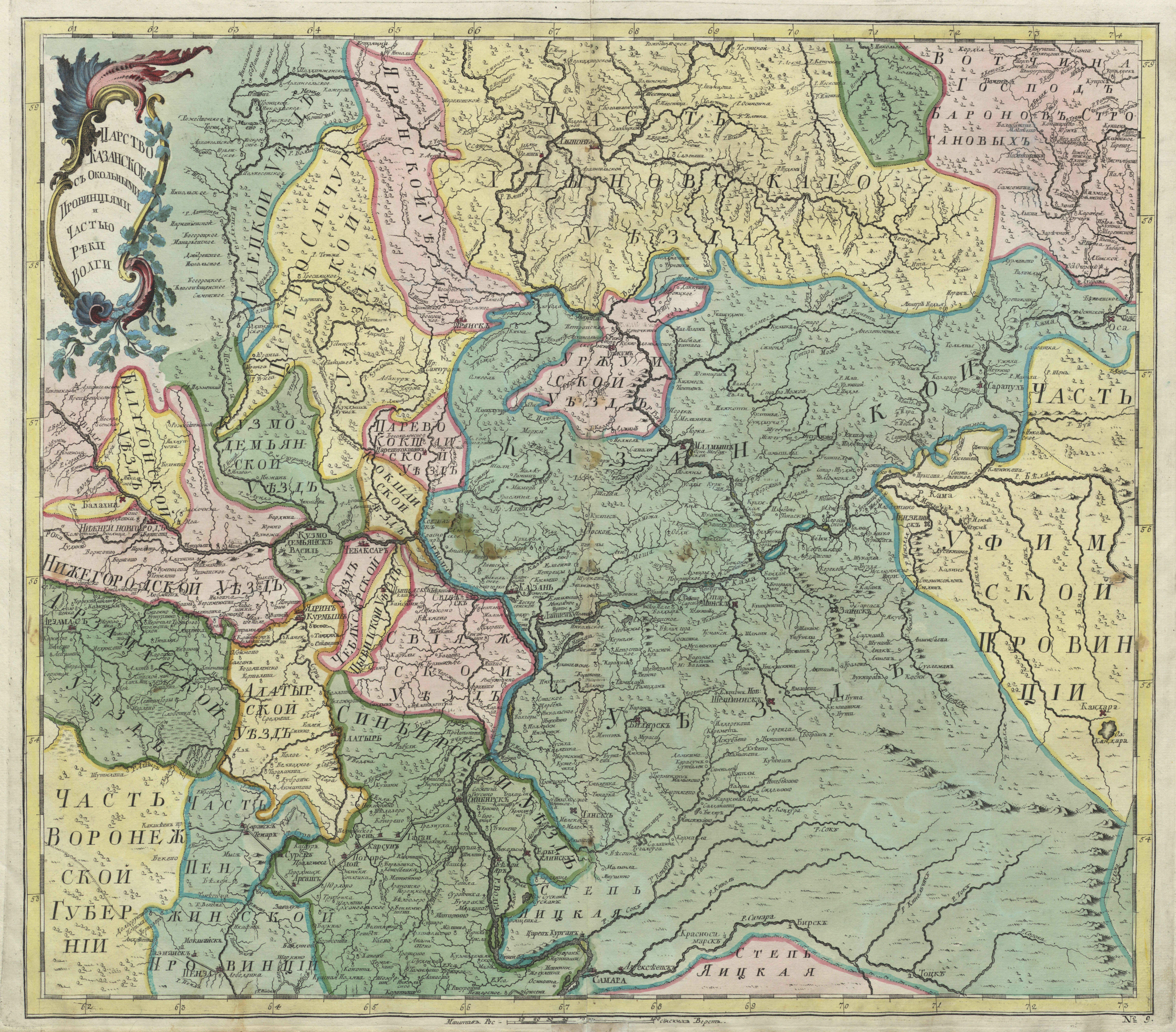
«Царство Казанское» с окольными провинциями и частью реки Волги, на первом официальном атласе Российской империи (1745). (Оригинальная карта гравирована на меди и раскрашена вручную акварелью)

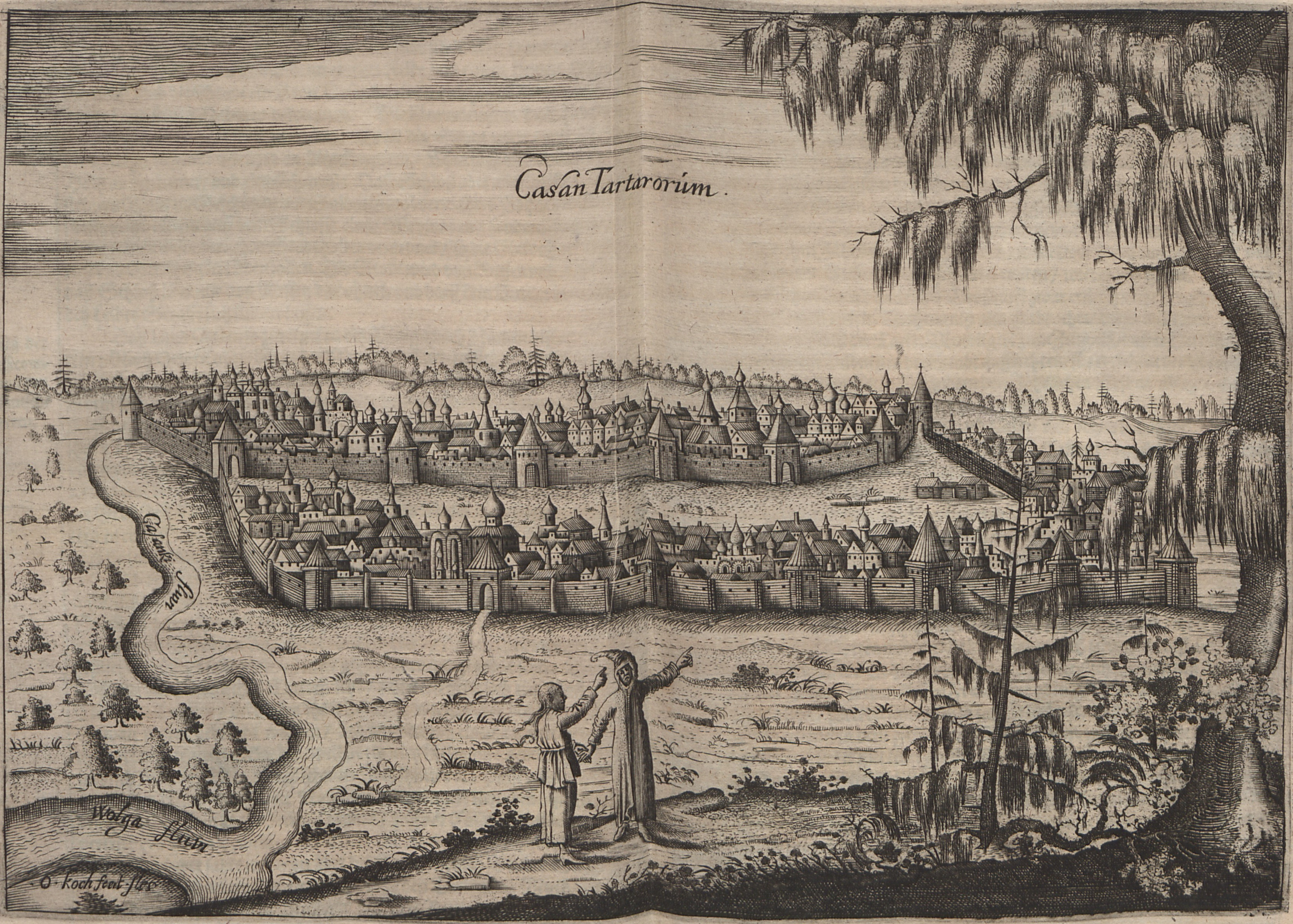
Казань. Вид города в XVII веке, гравюра А. Олеария
В городе послеханского периода в источниках зафиксированы и чуваши

Приказанские и заказанские чуваши XVI-XVIII веков — население позднего  Средневековья, которое,  в документах Русского государства того времени,  названо как «чюваша» или «ясачная чюваша» и проживало в окрестностях города  Казани, начиная от низовий Свияги и далее на восток, вплоть до реки Вятки. Присутствовали они, но уже неясачные,  и в самом городе:64. Независимо от того, что на самом деле представляло собой  указанное население и как всё это интерпретируется учёными разных школ,  данное сообщество  есть  реальные люди, жившие в бренном мире. «Луговые чуваши» — так пишет о них  Р. Н. Степанов:67, очевидно, по аналогии с луговыми марийцами. 

## Ясак в Среднем Поволжье и ясачные чуваши
Ясачные люди — плательщики государственного налога общего характера — ясака, взимавшегося в царской России с народов Поволжья (с 15—16 веков). Были ясачные люди, так или иначе,  и среди русских крестьян. А вот ясачных татар в это время почти нет, более-менее в заметном количестве они начинают появляться лишь позднее.  Хотя к ясачным людям относились лишь взрослые и нестарые (непожилые) мужчины, к этой категории условно  можно отнести и членов их семей. До присоединения к Русскому государству, их положение было примерно такое же, Скажем, после присоединения Казани (1552 год) и других ханств русские цари «перевели на себя ясаки», которые местное население уплачивало ханам.
Что касается чувашей, то большинство их состояло  именно в этом сословии, в том числе и на основном ареале  проживания — между Сурой и Свиягой. В данной  же статье речь идёт о приказанско-заказанских ясачных и неясачных чувашах. Как полагает Р. Н. Степанов, присутствие  в письменных источниках рассматриваемого населения под названием «чуваши» не случайна и не может быть результатом  ошибок писцов или ещё кого-либо:67. Просто так подобная практика наименования не возникает и не закрепляется на долгое время. Об этом подтверждают   распространенность данного термина в обширном корпусе документов XVI—XVII вв., а также  наличие случаев, когда жители (челобитники) сами называли себя «чувашами»:67-68. Д. М. Исхаков признаётся, что «чуваши» — несомненный этноним:141, хотя и делает некоторые оговорки. 
Ясачные люди Поволжья были переведены в  категорию государственных крестьян во время царствования Петра I (в 1724 году).

## «Ясачные чуваши» во взглядах учёных разных научных школ
До поры до времени учёные мало обращали внимания на рассматриваемую группу населения прошлого, хотя о ней было известно давно и очень хорошо:120,194.  Однако, с некоторых пор, вопрос является камнем преткновения двух научных школ, которых обычно называют, условно, конечно, «казанской» и «чебоксарской». Особенно после появления работ Е.И. Чернышева, И.П. Ермолаева и Д.М. Исхакова. Как пишет С. В. Охотникова:

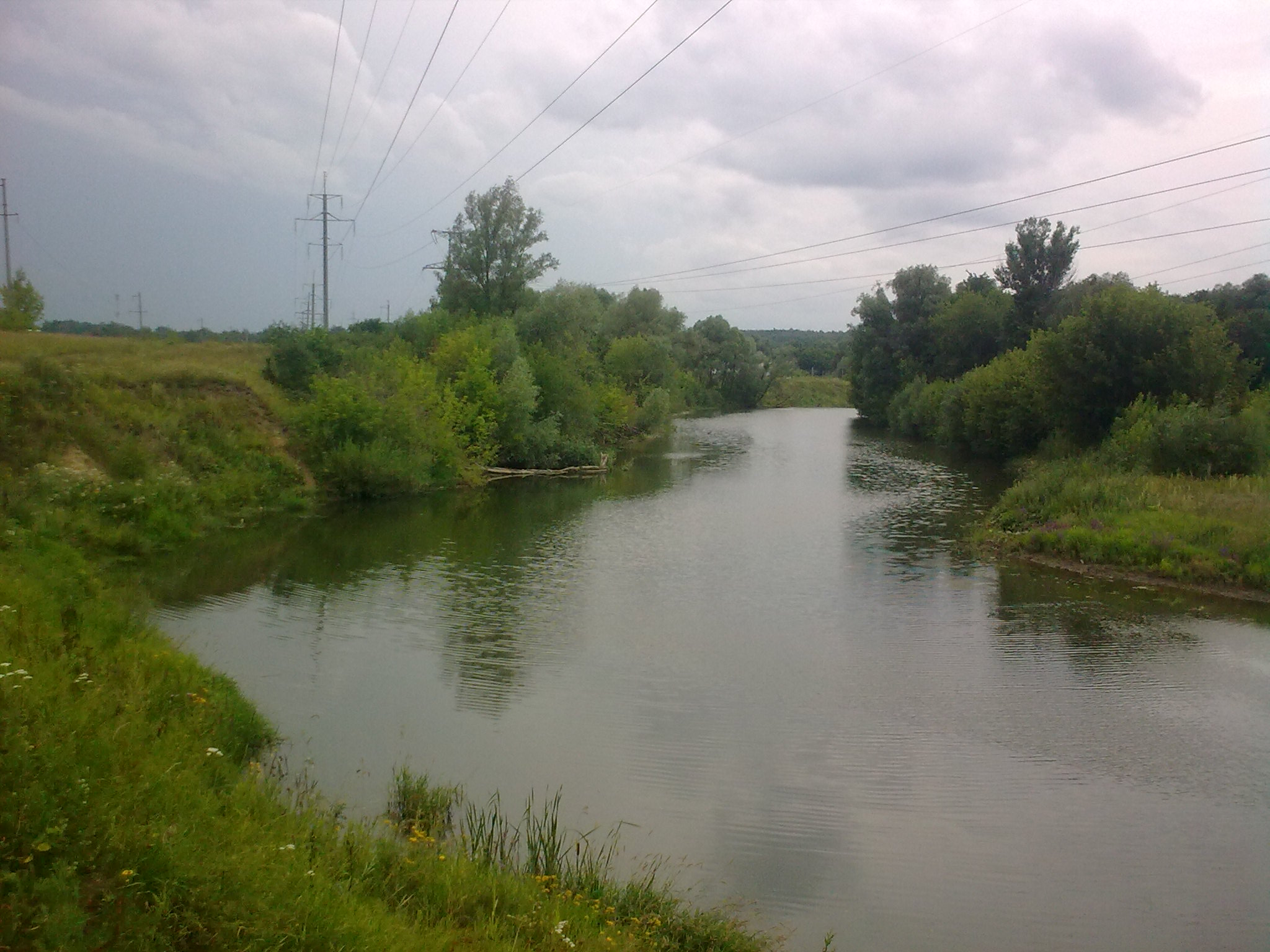
Река Казанка (современная фотография). Одна из основных водных артерий Приказанья и Заказанья. Многкратно упоминается в произведениях чувашского народного устно-поэтического творчества (фольклора)

На основе анализа литературы по истории ясачных чувашей, можно выделить общие и особенные моменты во взглядах татарских и чувашских исследователей на указанную проблему. Ученые едины во мнении, что представители многочисленной группы, именуемой в документах второй половины XVI–XVII вв. «ясачная чюваша», являлись феодально-зависимым населением Казанского края, так называемым «черным людом», жившим общинами и платившим ясак и подати. Общим для татарских и чувашских исследователей является представление об ареале расселения ясачных чувашей. Данное население в основной своей массе проживало в центральной части Казанского ханства, а после присоединения к Русскому государству и изменения административно-территориального деления – на территории Казанского и Свияжского уездов.
На этом, в принципе, общность взглядов и завершается, создавая тем самым обширное поле для дискуссий и выявляя разнообразные противоречия.

Между тем, тот же автор  признаётся:

Анализ точек зрения татарских и чувашских исследователей по вопросу этнической принадлежности группы «ясачная чюваша» показывает, что их различие не так уж и велико.

Село Кошлауч Арского района Татарстана. Бюст-памятник великого татарского поэта Габдуллы Тукая, который здесь родился. Указанный топоним, имеющий татарский оригинальный вариант Кушлавыч, повторяется в основном ареале проживания чувашей, то есть на территории современной Чувашской республики — в Вурнарском районе и Красночетайском районе. Ещё больше впечатляет название татарского села Чувашли (в оригинале Чуаш Иле) Высокогорского района Татарстана, до 1940 года состоявшего из двух частей, именовавшихся на татарском языке Чуаш-Лашманкасы и Чуаш-Ясак (в русском же варианте, в первом названии, отсутствует характерный чувашский элемент -касы)

И действительно, видный татарский лингвист, всемирно известный тюрколог-ономаст Г.Ф.Саттаров писал:32:

«ясачными чувашами» в Казанском уезде в XVI – середине XVII вв. назывались те группы булгарского населения, в языке которых кыпчакские элементы не одержали окончательной победы, и «булгары с родным булгарским языком (чувашского типа) не должны были исчезнуть и потерять свой родной язык в период между ХIII и XVI вв.

Он же,  теперь уже про Чувашскую даругу (дорогу) Казанского ханства и последующего времени, утверждает:45:

<определение> «Чувашская», вероятно, является <по отношению к определению «Зюрейская»>  первичным, связанным с проживанием в средние века во многих населенных пунктах Заказанья, расположенных вдоль этой дороги, булгаров-суас (то есть волжско-камских булгаров)

. 
Как ономаст, Г. Ф. Саттаров прилагал большие усилия на изучение топонимии и антропонимии  Приказанья-Заказанья и убедительно доказал  чувашское её присхождение в значительной части:158-164, 185-203, 222-223 (табл.) и это в дальнейшем было подтверждено М. И. Скворцовым, а также В. А. Нестеревым:16-18, 121-124.
Другой исследователь, Д.М. Исхаков, хотя и полагает, как и многие представители «казанской» научной школы, что «ясачные чуваши»,  ко времени их фиксации в русских документах,  уже являлись мусульманами в религиозном отношении и  татарами в этническом отношении, но не отрицает их булгарского происхождения, в отличие от татар «изначальных»:222, которые к булгарам не имеют никакого отношения:

есть основания полагать, что называвшиеся «татарами» социальные верхи являлись представителями тюркских групп с клановым делением золотоордынского происхождения. «Ясачные чуваши» же, скорее всего, имели булгарские этнические истоки»

Повторял он подобные взгляды и позднее:65.
Отличие взглядов Д. М. Исхакова от взглядов учёных «чебоксарской» научной школы только в одном: если последние считают «ясачных чувашей»  теми же, как они зафиксированы в документах, а отатарились они гораздо позднее, то первый считает тех отатаренными к моменту фиксации, а то и ранее. Примерно такие же взгляды у Р. Г. Ахметьянова:221: дескать, булгары переселились  из Закамья в Приказанье-Заказанье и там сразу перешли на «древнетатарский язык». Р.Г.Галлям пишет об этих людях многое, в основном, умозрительно и ничем себя не ограничивая, но и у него во главе угла стоит положение о «чювашах», которые, в отличие от так называемых служилых татар, татарских князей и мурз (т.е. от татарской аристократии своего периода), в массе своей были людьми волжско-болгарского происхождения. 
Обычно носители таких взглядов, в своём стремлении  как-то объяснить живучесть и вездесущесть термина «чюваша»,  ссылаются на Р. Г. Ахметьянова, который будто бы установил, в каком-то своём неопубликованном труде,  что слово чуваш означает пахаря, крестьянина. В действительности же признанной всем научным сообществом этимологии слова «чуваши» не существует. Есть множество версий. Ещё одним моментом, усложняющим взаимопонимание, является то, что татарским учёным не всегда просто признать факт принадлежности и  «настоящих» чувашей, а не только тех, кто, по их мнению, татары, к «конгломерату» бывших, уже ушедших в прошлое,  волжских болгар.
Тем не менее,  есть такие моменты, которым очень трудно возразить при всех ухищрениях. Скажем, город Свияжск основан 24 мая 1551 года при государе Иване Грозном несомненно  на земле горных черемис (чуваш). Ибо так написано у Андрея Курбского при описании похода русских на Казань в 1552 году.

Егдажъ преплавишася Суру рѣку, тогда и Черемиса Горняя, а по ихъ, Чуваша зовомые, языкъ особливый, начаша встрѣчати по пяти сотъ и по тысящѣ ихъ, аки бы радующеся цареву пришествію: понеже въ ихъ землѣ поставленъ оный предреченный градъ на Свіягѣ.— Сказания князя Курбского. / Под ред. Н. Г. Устрялова. — СПб.: Типография Императорской академии наук, 1868. — С. 14.

### О взглядах Е. И. Чернышёва и И. П. Ермолаева
Евгений Иванович Чернышёв (1894-1979) был убеждён, что «чюваша» или «ясачная чюваша» документов Русского государства  XVI-XVIII веков — это на самом деле татары. 
Убеждённость его  основывалась на той экзистенциальной (мировоззренческой, фундаментальной)  уверенности,    что « татары в Казанском уезде не могли быть в меньшинстве среди чувашского населения»:402. Дескать, если компактное  чувашскогое население в современном Приказанье и Заказанье практически отсутствует, то какой может быть разговор?  Таким образом, ответа на вопрос: "Почему не могли?" — по существу, нет. Разумеется, у него имелись и другие доводы. Все они сводились  к тому, как, на его взгляд, следует интерпретировать использование термина «чюваша» в тех или иных документах. Е. И. Чернышев утверждал, что наименование «чуваши» было присвоено ясачным татарам служило-татарской группой. Однако привлечь какие-либо факты на этот счёт не сумел:143.  В то же время здесь открывается большое  пространство для произвольных умозрительных рассуждений. Пример такого нарратива можно увидеть у Р. Г. Галляма: "... у казанских татар слово «чуваш» применялось для обозначения социальной принадлежности (иносказательно – и для характеристики социальной несостоятельности) своих соплеменников". 
Линия  Е. И. Чернышева была продолжена Игорем Петровичем Ермолаевым (род. 1932). Его новшеством следует считать  то, что он термины «чюваша» и «ясачная чюваша», относящиеся к определённому времени и региону,  предложил считать  не этнонимами, а соционимами, чего его предшественником, в явном виде, не было ещё сделано. Обращает он также своё внимание и на то, что ясачные чуваши, переходя в разряд служилых, согласно документам,  становятся татарами. Иными словами, впредь именуются служилыми татарами. Хотя это было известно и до него:69.

## Судьба приказанско-заказанских чувашей
В средневековых источниках, имеющих отношение к Приказанско-заказанскому региону,  названия  «чюваша» и «ясачная чюваша» постепенно начинают исчезать. Очевидно, потому, что исчезают сами носители этих названий. Имеющиеся данные позволяют устанавливать, почему так происходит. Есть источники о переселении некоторых из них из Казанского уезда на территорию нынешней Чувашии (которую условно можно назвать основным чувашским ареалом)  и в Закамье. Активно участвуют приказанские и заказанские чуваши  в освоении поволжского «Дикого поля».
Как пишет исследователь:231-232,

чувашскими мигрантами из Казанского уезда был основан целый ряд селений в районах Чувашии (Иванов, 1984, с.32), как, например, в Цивильском районе – Анчикассы (бывш. Старые Шигали), Канашском – Татмыш-Ягутлы (ныне в составе с. Янгличи), Атнашево, Вутобоси, Кибечи, Чагасй, Девлизерево, Ухманы, Вурнарском – Хирпоси, Чебоксарском – Большие Мамыши, Марпосадском – Сатышево, Итяково, Комсомольском – Тойси-Паразуси, Ендоба, Байбахтино, Ивашкино, Шерауты, Аликовском – Урмаево, Батыревском – Сугуты, Тойси, Балабаш-Баишево, Большая Таяба, Бахтгильдино и др. Причем, ряд этих новых деревень, основанных переселенцами из левобережья Волги, сохранили названия материнских селений. Как известно, в документах XVII в. и в переписных книгах XVIII в. чувашские селения правобережья Волги, основанные переселенцами из Приказанья, продолжали вплоть до 1781 г. числиться в Казанском же уезде

Примерно такая же картина на Закамском направлении:232:102:

Значительное количество чувашей из Приказанья и Заказанья в конце XVI–XVII вв. вернулось в Закамье и основало здесь много селений. Целый ряд закамских чувашских селений был основан выходцами из Зюрейской даруги Заказанья: Нижние Имения, Камышлы, Каска (Бюляр Тюбяк тож), Студеный Ключ, Савруши, Нижние Савруши Михидерово тож, Ивашкина Тойгуза, Гандубино, Калмыкове Ильмовый Куст тож, Новое Ильмовое, Новый Адам, Верхняя Майна, Киреметь Тридцать дубов тож и др. в 1716 г. состояли в Зюрейской (бывшей Чувашской) даруге Казанского уезда, хотя другие селения Закамья входили в Ногайскую даругу. По данным третьей четверти XVIII в., в Зюрейской даруге числились следующие чувашские деревни Закамья: Саволей, Акташ (Окташ), Нижний Акташ, Шумыш, Новый Шумыш, Явушево, Токташи, Верхние и Нижние Савруши, Нижние Кандраты, Ишалкино, Никуткино, Нижняя Мака Батрас тож, Савантеево, Чайгутлы, Курки

В 1780 году, во вновь образованном Симбирском наместничестве, в составе Ставропольского уезда,  упоминаются нетатарские   пункты с чувашским или частично чувашским населением, прибывшим сюда из Казанского уезда, в их числе:  Покровское Мелекес, Писмер, Сахча Сюлча тож, Новая Сахча Ахтемирово. 
Несмотря на такой размах переселенческого движения, все всё равно не могли уехать. Оставшиеся на месте  «чюваша»,  рано или поздно, отатаривались.

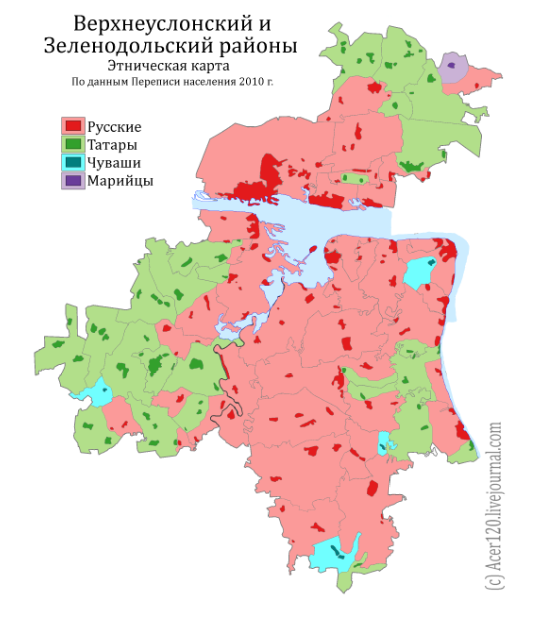
Этническая карта Верхнеуслонского и Зеленодольского районов Татарстана. Укзаны, бирюзовым цветом, и некоторые чувашские «островки», но не все

## Современное состояние
В настоящее время в Приказанье и Заказанье отсутствует чувашское население, представителей которого можно было бы считать прямыми  продолжателями родословной жителей XVI-XVIII веков, а попросту их потомками. Нынешние чуваши этого региона и их непосредственные предки являются выходцами из других мест (прежде всего из основного чувашского ареала), переселение происходило начиная с конца XIX века, за редкими исключениями (но и последние, «исключительные»,  к жителям  XVI-XVIII веков не имеют, пожалуй,  прямого отношения). Проживают они здесь, в основном, рассеянно и, вследствие этого,  сохраняют свою национальную идентичность, как правило,  не далее второго поколения с момента появления в этих краях.  
В то же время, имеются островки компактного расселения, такие населённые пункты можно и перечислить. Только надо иметь в виду, не во всех из них чуваши составляют большинство. Но всё ещё сохраняются и являются или являлись, совсем недавно,   достаточно значимыми  сообществами. Например, в 1920-х годах под Казанью  существовал Ремплерский чувашский национальный сельский совет. 
Итак, перечислим населенные пункты со значительным, теперь или в недавнем прошлом,  чувашским присутствием.
В Верхнеуслонском районе  Татарстана: Набережные Моркваши, Посёлок имени Кирова (1937), Никольский (1920), Ямбулатово (1904), Казыльяры (1920-е годы), Большие Меми, Канаш (1924), Нижнее Озеро (1923). Из Ямбулатова происходит выдающийся танкист Великой Отечественной войны, Герой Советского Союза Семён Васильевич Коновалов (1920-1989).
В Зеленодольском районе Татарстана: Ремплер (XX век?), Воронино (XX век), Новочувашский (1898), Новопольский (конец XIX века), Грузинский (1925), Урман (1970-е годы). 
Перечисленные районы и населённые пункты расположены или на  Правобережье Волги, или на Левобережье, но западнее города Казани.